# Dendrocalamus dumosus
Dendrocalamus dumosus är en gräsart som först beskrevs av Henry Nicholas Ridley, och fick sitt nu gällande namn av Richard Eric Holttum. Dendrocalamus dumosus ingår i släktet Dendrocalamus och familjen gräs. Inga underarter finns listade i Catalogue of Life.